# Відкритий чемпіонат США з тенісу 2011
Відкритий чемпіонат США з тенісу 2011 проходив з 29 серпня по 11 вересня 2011 року на відкритих кортах Тенісного центру імені Біллі Джін Кінґ у парку Флашінґ-Медоуз у районі Нью-Йорку Квінз. Це четвертий, останній турнір Великого шолома календарного року. 

## Результати

### Дорослі
Чоловіки, одиночний розряд
 Новак Джокович переміг  Рафаеля Надаля, 6–2, 6–4, 6–7(3–7), 6–1
- Для Джоковича це перша перемога на Відкритому чемпіонаті США, третя перемога в турнірах Великого шолома в поточному році й четверта в кар'єрі

Жінки, одиночний розряд
 Саманта Стосур перемогла  Серену Вільямс, 6–2, 6–3
- Це перша перемога в Стосур у турнірах Великого шолома в одиночному розряді.

Чоловіки, парний розряд
 Юрген Мельцер /  Філіпп Пецшнер перемогли  Маріуша Фирстенберга /  Марціна Матковського, 6–2, 6–2
Жінки, парний розряд
 Лізель Губер /  Ліса Реймонд перемогли  Ваню Кінґ /  Ярославу Шведову, 4–6, 7–6(7–5), 7–6(7–3)
Мікст
 Мелані Уден /  Джек Сок перемогли  Хіселу Дулко /  Едуардо Шванка, 7–6(7–4), 4–6, [10–8]

## Рейтингові очки

### Дорослі
| Стадія                  | Чоловіки, одиночний | Чоловіки, парний | Жінки, одиночний | Жінки, парний |
| ----------------------- | ------------------- | ---------------- | ---------------- | ------------- |
| Чемпіон                 | 2000                | 2000             | 2000             | 2000          |
| Фіналіст                | 1200                | 1200             | 1400             | 1400          |
| Півфіналіст             | 720                 | 720              | 900              | 900           |
| Чвертьфіналіст          | 360                 | 360              | 500              | 500           |
| Коло 16-и               | 180                 | 180              | 280              | 280           |
| Коло 32-ох              | 90                  | 90               | 160              | 160           |
| Коло 64-ох              | 45                  | 0                | 100              | 5             |
| Коло 128-и              | 10                  | –                | 5                | –             |
| Кваліфікація            | 25                  | 25               | 60               | 48            |
| 3 коло кваліфікації     | 16                  | –                | 50               |               |
| 2 коло кваліфікації     | 8                   | –                | 40               |               |
| Перше коло кваліфікації | 0                   | –                | 2                |               |

### Юніори
| Стадія                                 | Хлопці, одиночний | Дівчата, одиночний | Хлопці, пари | Дівчата, пари |
| -------------------------------------- | ----------------- | ------------------ | ------------ | ------------- |
| Чемпіон                                | 250               | 250                | 180          | 180           |
| Фіналіст                               | 180               | 180                | 120          | 120           |
| Півфіналіст                            | 120               | 120                | 80           | 80            |
| Чвертьфіналіст                         | 80                | 80                 | 50           | 50            |
| Коло 16-и                              | 50                | 50                 | 30           | 30            |
| Коло 32-ох                             | 30                | 30                 | –            | –             |
| Кваліфікація                           | 25                | 25                 |              |               |
| Програш у останньому колі кваліфікації | 20                | 20                 |              |               |

### Гравці на інвалідних візках
| Стадія         | Чоловіки, парний | Жінки, парний |
| -------------- | ---------------- | ------------- |
| Чемпіони       | 800              | 800           |
| Фіналісти      | 500              | 500           |
| Третє місце    | 375              | 375           |
| Четверте місце | 100              | 100           |

## Сіяні гравці

### Чоловіки. Одиночний розряд
| Посів | Місце в рейтингу | Гравець                | Рейтинг | Захищає | Здобув | Новий рейтинг | Стадія                 | Супротивник         |
| ----- | ---------------- | ---------------------- | ------- | ------- | ------ | ------------- | ---------------------- | ------------------- |
| 1     | 1                | Новак Джокович         | 13920   | 1200    | 2000   | 14720         | Перемога в турнірі     | Рафаель Надаль      |
| 2     | 2                | Рафаель Надаль         | 11420   | 2000    | 1200   | 10620         | Поразка у фіналі       | Новак Джокович      |
| 3     | 3                | Роджер Федерер         | 8380    | 720     | 720    | 8380          | Поразка в півфіналі    | Новак Джокович      |
| 4     | 4                | Енді Маррей            | 6535    | 90      | 720    | 7165          | Поразка в півфіналі    | Джон Існер          |
| 5     | 5                | Давид Феррер           | 4200    | 180     | 180    | 4200          | Поразка в 4 колі       | Енді Роддік         |
| 6     | 6                | Робін Седерлінг        | 4145    | 360     | 0      | 3785          | 1 коло                 | знявся через травму |
| 7     | 7                | Гаель Монфіс           | 3165    | 360     | 45     | 2850          | Поразка в 2 колі       | Хуан Карлос Ферреро |
| 8     | 8                | Марді Фіш              | 2820    | 180     | 180    | 2820          | Поразка в 4 колі       | Жо-Вілфрід Тсонга   |
| 9     | 9                | Томаш Бердих           | 2690    | 10      | 90     | 2770          | Поразка в 3 колі       | Янко Типсарович     |
| 10    | 10               | Ніколас Альмагро       | 2380    | 90      | 10     | 2300          | Поразка в 1 колі       | Жульєн Беннето [WC] |
| 11    | 11               | Жо-Вілфрід Тсонга      | 2350    | 0       | 360    | 2710          | Поразка в чвертьфіналі | Роджер Федерер      |
| 12    | 12               | Жіль Сімон             | 2325    | 90      | 180    | 2415          | Поразка в 4 колі       | Джон Існер          |
| 13    | 13               | Рішар Гаске            | 2080    | 180     | 45     | 1925          | Поразка в 2 колі       | Іво Карлович        |
| 14    | 14               | Станіслас Вавринка     | 2035    | 360     | 45     | 1720          | Поразка в 2 колі       | Дональд Янг [WC]    |
| 15    | 15               | Віктор Троїцький       | 1935    | 10      | 10     | 1935          | Поразка в 1 колі       | Алехандро Фалья     |
| 16    | 16               | Михайло Южний          | 1955    | 720     | 10     | 1245          | Поразка в 1 колі       | Ернестс Гульбіс     |
| 17    | 17               | Юрген Мельцер          | 1830    | 180     | 45     | 1695          | Поразка в 2 колі       | Ігор Куницин        |
| 18    | 18               | Хуан Мартін дель Потро | 1800    | 0       | 90     | 1890          | Поразка в 3 колі       | Жіль Сімон          |
| 19    | 19               | Фернандо Вердаско      | 1785    | 360     | 90     | 1515          | Поразка в 2 колі       | Жо-Вілфрід Тсонга   |
| 20    | 20               | Янко Типсаревич        | 1740    | 90      | 360    | 2010          | Поразка в чвертьфінал  | Новак Джокович      |
| 21    | 21               | Енді Роддік            | 1680    | 45      | 360    | 1995          | Поразка у чвертьфіналі | Рафаель Надаль      |
| 22    | 22               | Олександр Долгополов   | 1530    | 10      | 180    | 1700          | Поразка в 4 колі       | Новак Джокович      |
| 23    | 23               | Радек Штепанек         | 1440    | 10      | 45     | 1475          | Поразка в 2 колі       | Хуан Монако         |
| 24    | 24               | Хуан Ігнасіо Чела      | 1440    | 45      | 90     | 1485          | Поразка в 3 колі       | Дональд Янг         |
| 25    | 25               | Фелісіано Лопес        | 1415    | 180     | 90     | 1325          | Поразка в 3 колі       | Енді Маррей         |
| 26    | 26               | Флоріан Маєр           | 1405    | 10      | 90     | 1485          | Поразка в 3 колі       | Давид Феррер        |
| 27    | 27               | Марин Чилич            | 1375    | 45      | 90     | 1420          | Поразка в 4 колі       | Роджер Федерер      |
| 28    | 28               | Джон Існер             | 1545    | 90      | 360    | 1815          | Поразка у чвертьфіналі | Енді Маррей         |
| 29    | 30               | Мікаель Льодра         | 1280    | 90      | 45     | 1245          | Поразка в 2 колі       | Кевін Андерсон      |
| 30    | 31               | Іван Любичич           | 1280    | 10      | 45     | 1315          | Поразка в 2 колі       | Давид Налбандян     |
| 31    | 32               | Марсель Гранольєрс     | 1243    | 45      | 90     | 1288          | Поразка в 3 колі       | Хуан Карлос Ферреро |
| 32    | 33               | Іван Додіг             | 1207    | 70      | 10     | 1147          | Поразка в 1 колі       | Микола Давиденко    |

### Жінки. Одиночний розряд
| Посів | Місце в рейтингу | Гравець                    | Рейтинг | Захищає | Здобула | Новий рейтинг | Стадія                 | Супротивниця               |
| ----- | ---------------- | -------------------------- | ------- | ------- | ------- | ------------- | ---------------------- | -------------------------- |
| 1     | 1                | Каролін Возняцкі           | 9335    | 900     | 900     | 9335          | Поразка в півфіналі    | Серена Вільямс             |
| 2     | 2                | Віра Звонарьова            | 6820    | 1400    | 500     | 5920          | Поразка в чвертьфіналі | Саманта Стосур             |
| 3     | 4                | Марія Шарапова             | 6346    | 280     | 160     | 6226          | Поразка в 3 колі       | Флавія Пеннетта            |
| 4     | 5                | Вікторія Азаренко          | 5995    | 100     | 160     | 6055          | Поразка в 3 колі       | Серена Вільямс             |
| 5     | 6                | Петра Квітова              | 5685    | 160     | 5       | 5530          | Поразка в 1 колі       | Александра Дулґеру         |
| 6     | 7                | Лі На                      | 5870    | 5       | 5       | 5870          | Поразка в 1 колі       | Симона Халеп               |
| 7     | 8                | Франческа Ск'явоне         | 4,995   | 500     | 280     | 4775          | Поразка в 4 колі       | Анастасія Павлюченкова     |
| 8     | 9                | Маріон Бартолі             | 4225    | 100     | 100     | 4225          | Поразка в 2 колі       | Крістіна Макгейл           |
| 9     | 10               | Саманта Стосур             | 3880    | 500     | 2000    | 5380          | Перемога в фіналі      | Серена Вільямс             |
| 10    | 11               | Андреа Петкович            | 3805    | 280     | 500     | 4025          | Поразка в чвертьфіналі | Каролін Возняцкі           |
| 11    | 12               | Єлена Янкович              | 3270    | 160     | 160     | 3270          | Поразка в 3 колі       | Анастасія Павлюченкова     |
| 12    | 13               | Агнешка Радванська         | 3270    | 100     | 100     | 3270          | Поразка в 2 колі       | Анджелік Кербер            |
| 13    | 14               | Пен Шуай                   | 2705    | 160     | 280     | 2825          | Поразка в 4 колі       | Флавія Пеннетта            |
| 14    | 15               | Домініка Цибулькова        | 2565    | 500     | 100     | 2165          | Поразка у 2 колі       | Ірина Фалконі              |
| 15    | 16               | Світлана Кузнецова         | 2481    | 280     | 280     | 2481          | Поразка в 4 колі       | Каролін Возняцкі           |
| 16    | 17               | Ана Іванович               | 2415    | 280     | 280     | 2415          | Поразка в 4 колі       | Серена Вільямс             |
| 17    | 18               | Анастасія Павлюченкова     | 2500    | 280     | 500     | 2720          | Поразка в чветьфіналі  | Серена Вільямс             |
| 18    | 19               | Роберта Вінчі              | 2350    | 5       | 160     | 2505          | Поразка в 3 колі       | Андреа Петкович            |
| 19    | 20               | Юлія Ґерґес                | 2335    | 100     | 160     | 2395          | Поразка в 3 колі       | Пен Шуай                   |
| 20    | 21               | Яніна Вікмаєр              | 2320    | 280     | 100     | 2140          | Поразка у 2 колі       | Алла Кудрявцева            |
| 21    | 22               | Даніела Гантухова          | 2220    | 160     | 5       | 2065          | Поразка 1 колі         | Полін Пармантьєр           |
| 22    | 23               | Сабіне Лісіцкі             | 2478    | 100     | 280     | 2658          | Поразка 4 колі         | Віра Звонарьова            |
| 23    | 24               | Шахар Пеєр                 | 2115    | 280     | 100     | 1935          | Поразка в 2 колі       | Слоун Стівенс              |
| 24    | 25               | Надія Петрова              | 1695    | 5       | 160     | 1850          | Поразка в 3 колі       | Саманта Стосур             |
| 25    | 26               | Марія Кириленко            | 1735    | 160     | 280     | 1955          | Поразка в 4 колі       | Саманта Стосур             |
| 26    | 27               | Флавія Пеннетта            | 1800    | 160     | 500     | 2140          | Поразка в чвертьфіналі | Анджелік Кербер            |
| 27    | 28               | Луціє Шафарова             | 1785    | 5       | 160     | 1940          | Поразка в 3 колі       | Моніка Нікулеску           |
| 28    | 29               | Серена Вільямс             | 1780    | 0       | 1400    | 3180          | Поразка в фіналі       | Саманта Стосур             |
| 29    | 31               | Ярміла Ґайдошова           | 1690    | 5       | 100     | 1785          | Поразка в 2 колі       | Ваня Кінґ                  |
| 30    | 32               | Анабель Медіна Ґарріґес    | 1610    | 5       | 160     | 1765          | Поразка в 3 колі       | Віра Звонарьова            |
| 31    | 33               | Кая Канепі                 | 1508    | 500     | 100     | 1100          | Поразка в 2 колі       | Сільвія Солер-Еспіноза [Q] |
| 32    | 34               | Марія Хосе Мартінес Санчес | 1505    | 5       | 5       | 1505          | Поразка в 1 колі       | Мона Бартель               |

## Виноски
1. 1 2  Rankings explained. atpworldtour.com. Архів оригіналу за 13 липня 2013. Процитовано 31 січня 2011.
2. 1 2  WTA Tour rules (PDF). wtatour.com. Архів оригіналу (PDF) за 13 липня 2013. Процитовано 31 січня 2011.
3. ↑  Juniors tournament grades. itftennis.com. Архів оригіналу за 13 липня 2013. Процитовано 31 січня 2011.
4. ↑  2011 ITF junior rules and regs (PDF). itftennis.com. Архів оригіналу (PDF) за 13 липня 2013. Процитовано 25 січня 2011.
5. ↑  Wheelchair tennis rules and regs for 2011 (PDF). itftennis.com. Архів оригіналу (PDF) за 13 липня 2013. Процитовано 31 січня 2011.